# Штолпе (Холштајн)
Штолпе (њем. Stolpe) општина је у њемачкој савезној држави Шлезвиг-Холштајн. Једно је од 84 општинска средишта округа Плен. Према процјени из 2010. у општини је живјело 1.320 становника. Посједује регионалну шифру (AGS) 1057080.

## Географски и демографски подаци
Штолпе се налази у савезној држави Шлезвиг-Холштајн у округу Плен. Општина се налази на надморској висини од 28 метара. Површина општине износи 23,2 km². У самом мјесту је, према процјени из 2010. године, живјело 1.320 становника. Просјечна густина становништва износи 57 становника/km².